# Kanton Conques
Kanton Conques (francouzsky Canton de Conques) je francouzský kanton v departementu Aveyron v regionu Midi-Pyrénées. Tvoří ho šest obcí.

## Obce kantonu
- Conques
- Grand-Vabre
- Noailhac
- Saint-Cyprien-sur-Dourdou
- Saint-Félix-de-Lunel
- Sénergues